# Marie-Agnes Strack-Zimmermann
Marie-Agnes Strack-Zimmermann, née Jahn le 10 mars 1958 à Düsseldorf, est une femme politique allemande du Parti libéral-démocrate (FDP), membre du Bundestag allemand du Land de Rhénanie du Nord-Westphalie depuis 2017. Elle est présidente de la commission de la défense du Bundestag à partir de 2021.

## Début de carrière
Strack-Zimmermann étudie le journalisme, les sciences politiques ainsi que la langue et la littérature allemandes à l'université Louis-et-Maximilien de Munich et obtient une maîtrise. En 1986, elle obtient un doctorat avec une thèse intitulée Bilder aus Amerika: eine zeitungswissenschaftliche Studie über die USA-Berichterstattung im Zweiten Deutschen Fernsehen (ZDF) (Images d'Amérique : une étude scientifique des journaux sur les reportages américains sur ZDF).
De 1988 à 2008, Strack-Zimmermann travaille pour l'éditeur de livres jeunesse Tessloff.

## Carrière politique
Strack-Zimmermann est membre du conseil municipal de Düsseldorf de 2004 à 2023. De 2008 à 2014, elle est adjointe de Dirk Elbers, le maire de Düsseldorf.
Après l'élection de Christian Lindner à la présidence du FDP en 2013, Strack-Zimmermann devient l'un de ses adjoints. Elle fait partie de la direction du parti jusqu'en 2019, date à laquelle Nicola Beer lui succède.

### Député au Parlement allemand
Strack-Zimmermann est élue pour la première fois membre du Bundestag lors des élections fédérales allemandes de 2017, elle est ensuite réélue lors des élections de 2021.
Au cours de son premier mandat de 2017 à 2021, Strack-Zimmermann siège à la commission de la défense et à la commission de la construction, du logement, de l'urbanisme et des pouvoirs locaux. Durant cette période, elle est porte-parole de son groupe parlementaire pour la politique de défense et porte-parole pour la politique des collectivités locales. Depuis 2021, Strack-Zimmermann est présidente de la commission de la défense.
En plus de ses missions en commission, Strack-Zimmermann est membre de la délégation allemande auprès de l'Assemblée parlementaire de l'OTAN depuis 2018, où elle fait partie de la commission de défense et de sécurité, de la commission politique, de la sous-commission sur la défense et la sécurité transatlantiques.
Elle est l'une des trois candidats principaux du groupe Renew au parlement européen pour les élections européennes de 2024.

### Député au parlement européen
Le 9 juin 2024, elle est élue au parlement européen au sein de la 10e législature. Et donc, elle démissionne de son poste de député au Bundestag.  Lors de son mandat au parlement européen, elle élue président de la sous commission Sécurité et défense.